# Martin Karplus
Martin Karplus (Vienna, 15 marzo 1930 – Cambridge, 28 dicembre 2024) è stato un chimico austriaco naturalizzato statunitense, vincitore del premio Nobel per la chimica nel 2013, assieme a Michael Levitt e Arieh Warshel, per gli studi sullo sviluppo di modelli multiscala in grado di descrivere reazioni chimiche complesse.

## Primi anni e formazione
Nato a Vienna nel 1930, in seguito all'occupazione nazista dell'Austria, nell'ottobre 1938 emigrò con la famiglia negli Stati Uniti. Conseguì la laurea nel 1950 presso l'università di Harvard, e successivamente il dottorato di ricerca presso il California Institute of Technology nel 1953, lavorando insieme con Linus Pauling. Fu post-doc NSF presso l'università di Oxford dal 1953 al 1955, dove lavorò con Charles Coulson.

## Ricerca
Karplus diede contributi significativi a molti campi della chimica fisica, tra cui la spettroscopia di risonanza magnetica nucleare, la chimica quantistica, e in particolare alle simulazioni di dinamica molecolare di macromolecole biologiche.
Ideò inoltre il pacchetto di bioinformatica CHARMM.

## Altri riconoscimenti
Nel 2011, l'Accademia dei Lincei gli conferì il Premio Internazionale Feltrinelli per la Chimica.